# NHL 2K
NHL 2K es una serie de videojuegos de hockey de 2K Sports para Dreamcast, PlayStation 2, GameCube, Xbox, Xbox 360, PlayStation 3, iOS y Wii. Inicialmente descontinuado después del lanzamiento de NHL 2K11 en 2010, la marca fue revivida en dispositivos móviles en 2014. Los juegos tienen licencia oficial de la National Hockey League y la Asociación de Jugadores de la NHL. Si bien sus juegos se lanzaron en consolas, su principal competencia fueron los videojuegos de la NHL de EA Sports.

## Historia

### Comienzos de la serie
La serie NHL 2K apareció por primera vez en Dreamcast el 7 de febrero de 2000 como parte de una línea exclusiva de títulos de Sega Sports. Su éxito lo llevó a convertirse en uno de los pocos títulos de Sega All Stars. Un año después, los desarrolladores no lanzaron NHL 2K1 y, en su lugar, optaron por tomarse un descanso para centrarse en el seguimiento, NHL 2K2 . NHL 2K2 fue el último juego lanzado en toda América del Norte para Dreamcast cuando se suspendió el sistema.

### Multiplataforma y nueva licencia
NHL 2K3 se lanzó en Xbox, PlayStation 2 y GameCube. Fue el primero de la serie en presentar un modo de franquicia, y la versión de Xbox fue el primer juego de hockey de consola en línea. Tuvo muchas mejoras con respecto a su predecesor, aunque los jugadores se quejaron de que los porteros eran demasiado difíciles de marcar. Abordó algunos temas como la puntuación y la presentación, y fue reconocido como un título deportivo excepcional. Incluso con el cierre patronal inminente, los fanáticos de los videojuegos no tenían que preocuparse por la pausa de la serie, ya que ESPN NHL 2K5 se lanzó el 30 de agosto de 2004. Debido a que Sega había firmado un acuerdo con Take-Two Interactive en el que Global Star Software (La unidad de bajo precio de Take-Two) distribuyó y co-publicó todos los títulos de la franquicia ESPN de Sega, ESPN NHL 2K5 tenía un precio de 19,99 dólares el día de su envío, frente al precio típico de un nuevo lanzamiento de 49,99 dólares. Esto le valió una amplia audiencia entre los fanáticos más casuales del hockey en PlayStation 2 y Xbox. Sin embargo, EA pronto firmó un acuerdo con ESPN para convertirse en el único licenciatario de la marca ESPN en juegos deportivos en todas las plataformas.

### NHL 2K6y2K7
Sin embargo, NHL 2K6 pronto se lanzó, nuevamente a US $ 19,99, con un nuevo modo de franquicia más profundo, así como otros nuevos extras (como Bob Cole y Harry Neale proporcionando comentarios). Con la salida de Xbox 360, NHL 2K6 se lanzó como título de lanzamiento, con una nueva función de 'control de portero'. Las nuevas características de NHL 2K7 consisten en todas las nuevas animaciones, orientado principalmente hacia el patinaje, y 'Cinemotion' que está diseñado para capturar la intensidad de hockey a través de estrechas ángulos hacia arriba y la música orquestal.

### NHL 2K8
NHL 2K8 fue lanzado en septiembre de 2007. El juego presenta un nuevo sistema de enfrentamientos que incluye amarres, advertencias, empujones y sanciones. El juego también incluye un nuevo motor de atención a porteros con porteros mejorados que reaccionan según la situación. Los porteros desafiarán al portador del disco cuando sea apropiado, realizarán espectaculares paradas de mariposa y protegerán el poste. Otras mini características incluyen asistencia variable, mejores gráficos, un nuevo motor de patinaje, equipo de jugador auténtico y más. Jason Spezza de los Ottawa Senators estaba en la portada.

### NHL 2K9
NHL 2K9 fue lanzado en septiembre de 2008. El capitán de los Columbus Blue Jackets, Rick Nash, es el atleta de portada. NHL 2K9 fue lanzado en laconsola Wii además de PlayStation 2, Xbox 360 y PlayStation 3. Esto lo convierte en el primer juego con licencia de la NHL para Wii.

### NHL 2K10
NHL 2K10 fue lanzado el 15 de septiembre de 2009 con el izquierdista de Washington Capitals, Alexander Ovechkin, en la portada del décimo aniversario. Fue lanzado con críticas tibias en las consolas de próxima generación, pero puntajes muy sólidos en la versión de Wii muy mejorada, que ahora lucía juego en línea, Integración Mii y Wii MotionPlus. Este es también el último juego de la serie que se lanzará en PlayStation 3, PlayStation 2 y Xbox 360.

### NHL 2K11
NHL 2K11 fue lanzado el 7 de septiembre de 2010. Esta vez, el juego solo estaba disponible para iPhone y Nintendo Wii. El 3 de marzo de 2010, el CEO Ben Feder explicó que "hemos decidido reevaluar nuestra estrategia NHL y solo lanzaremos NHL 2K11 para Wii en el año fiscal 2010. Queremos convertirnos en un competidor más fuerte en esta categoría y tomarnos un año libre en PS3 y Xbox 360, aunque se centran en crear el mejor juego posible para Wii, deberían permitirnos lograr ese objetivo". El alero de los Vancouver Canucks, Ryan Kesler, es el atleta de portada del juego.

### Interrupción de la serie
El 25 de mayo de 2011, 2K Sports confirmó que NHL 2K12 no se lanzaría en ninguna plataforma, poniendo la serie NHL 2K en pausa durante tres años.

### Renacimiento
En septiembre de 2014, 2K Sports anunció que la serie regresaría exclusivamente en las plataformas iOS y Android con NHL 2K. Las siguientes iteraciones vieron un reinicio del juego para parecerse más a otros juegos móviles de Take-Two Interactive, como WWE SuperCard.

## Lista de videojuegos
| Título             | Fecha de lanzamiento     | Plataforma(s)                                | Portada                                                                |
| ------------------ | ------------------------ | -------------------------------------------- | ---------------------------------------------------------------------- |
| NHL 2K             | 9 de febrero de 2000     | Dreamcast                                    | Brendan Shanahan                                                       |
| NHL 2K2            | 14 de febrero de 2002    | Dreamcast                                    | Chris Drury                                                            |
| NHL 2K3            | 19 de noviembre de 2002  | PlayStation 2, Xbox, GameCube                | Jeremy Roenick                                                         |
| ESPN NHL Hockey    | 9 de septiembre de 2003  | PlayStation 2, Xbox                          | Jeremy Roenick                                                         |
| ESPN NHL 2K5       | 30 de agosto de 2004     | PlayStation 2, Xbox                          | Martin St. Louis                                                       |
| NHL 2K6            | 6 de septiembre de 2005  | Xbox 360, PlayStation 2, Xbox                | Estados Unidos: Marty Turco , Europa/Canadá: Mats Sundin               |
| NHL 2K7            | 12 de septiembre de 2006 | Xbox 360, PlayStation 2, Xbox, PlayStation 3 | La mayor parte del mundo: Joe Thornton, República Checa: David Vyborny |
| NHL 2K8            | 11 de septiembre de 2007 | Xbox 360, PlayStation 2, PlayStation 3       | Jason Spezza                                                           |
| NHL 2K9            | 9 de septiembre de 2008  | Xbox 360, PlayStation 2, PlayStation 3, Wii  | Rick Nash                                                              |
| NHL 2K10           | 15 de septiembre de 2009 | Xbox 360, PlayStation 2, PlayStation 3, Wii  | Alexander Ovechkin                                                     |
| NHL 2K11           | 24 de agosto de 2010     | Wii, iPhone                                  | Ryan Kesler                                                            |
| NHL 2K             | 23 de octubre de 2014    | iOS, Android                                 | Ryan Kesler                                                            |
| NHL SuperCard      | 8 de octubre de 2015     | iOS, Android                                 | Zach Parise                                                            |
| NHL SuperCard 2K17 | 13 de octubre de 2016    | iOS, Android                                 | Logan Couture                                                          |
| NHL SuperCard 2K18 | 10 de octubre de 2017    | iOS, Android                                 | Kyle Turris                                                            |